# Los Lagos (vùng)
Vùng Los Lagos (tiếng Tây Ban Nha: Región de Los Lagos phát âm [loz ˈlaɣos], dịch nghĩa là vùng các hồ) là một trong 16 vùng của Chile, là đơn vị hành chính cấp 1. Vùng này gồm có bốn tỉnh: Chiloé, Llanquihue, Osorno và Palena. Vùng có đảo lớn thứ nhì toàn quốc là Chiloé, và hồ lớn thứ nhì là Llanquihue. Thủ phủ vùng là Puerto Montt; các thành phố quan trọng khác gồm Osorno, Castro, Ancud và Puerto Varas. Phần đại lục của vùng Los Lagos ở phía nam eo biển Reloncaví (tỉnh Palena) được cho là một phần của Patagonia.

## Lịch sử
Trong lịch sử, người Huilliche từng gọi lãnh thổ nằm giữa sông Bueno và eo biển Reloncaví là Futahuillimapu, nghĩa là "vùng đất lớn của phương nam". Vùng có Monte Verde, một trong các di chỉ khảo cổ học cổ nhất của châu Mỹ. Nhóm  người da đỏ lớn nhất trong vùng là Huilliche vốn sống tại khu vực từ trước khi người Tây Ban Nha đến. Đế chế Tây Ban Nha cho người định cư tại quần đảo Chiloé vào năm 1567 còn phần còn lại của vùng bắt đầu bị thực dân hóa dần dần chỉ từ cuối thế kỷ 18. Trong thập niên 1850, người Đức đến định cư vùng bờ hồ Llanquihue theo một chương trình do nhà nước Chile bảo trợ.

## Địa lý
Vùng này phía bắc giáp với vùng Los Ríos, phía nam giáp vùng Aisén, phía tây giáp Thái Bình Dương và phía đông giáp Argentina (các tỉnh Neuquén, Río Negro và Chubut). Môi trường hoang dã có thể được nhìn thấy dọc theo khu vực ven biển, chẳng hạn như Caleta Zorra.
Vùng này có diện tích 48.585 km2 (18.759 dặm vuông Anh) và dân số theo Điều tra dân số INE năm 2017 là 823.204, với mật độ dân số 16,9/km².
Vùng Los Lagos có mười bảy thị trấn theo điều tra dân số năm 2017, trong đó mười một thị trấn có hơn 10.000 cư dân.
| Số  | Thị trấn     | Dân số  | Tỉnh       |
| 1.  | Puerto Montt | 169 736 | Llanquihue |
| 2.  | Osorno       | 147 666 | Osorno     |
| 3.  | Alerce       | 42 267  | Llanquihue |
| 4.  | Castro       | 33 417  | Chiloé     |
| 5.  | Ancud        | 28 162  | Chiloé     |
| 6.  | Puerto Varas | 26 172  | Llanquihue |
| 7.  | Quellón      | 17 552  | Chiloé     |
| 8.  | Calbuco      | 15 903  | Llanquihue |
| 9.  | Llanquihue   | 12 945  | Llanquihue |
| 10. | Frutillar    | 12 876  | Llanquihue |
| 11. | Purranque    | 12 614  | Osorno     |
| 12. | Los Muermos  | 7928    | Llanquihue |
| 13. | Fresia       | 7328    | Llanquihue |
| 14. | Dalcahue     | 7120    | Chiloé     |
| 15. | Río Negro    | 6978    | Osorno     |
| 16. | Chonchi      | 5632    | Chiloé     |
| 17. | Chaitén      | 1639    | Palena     |

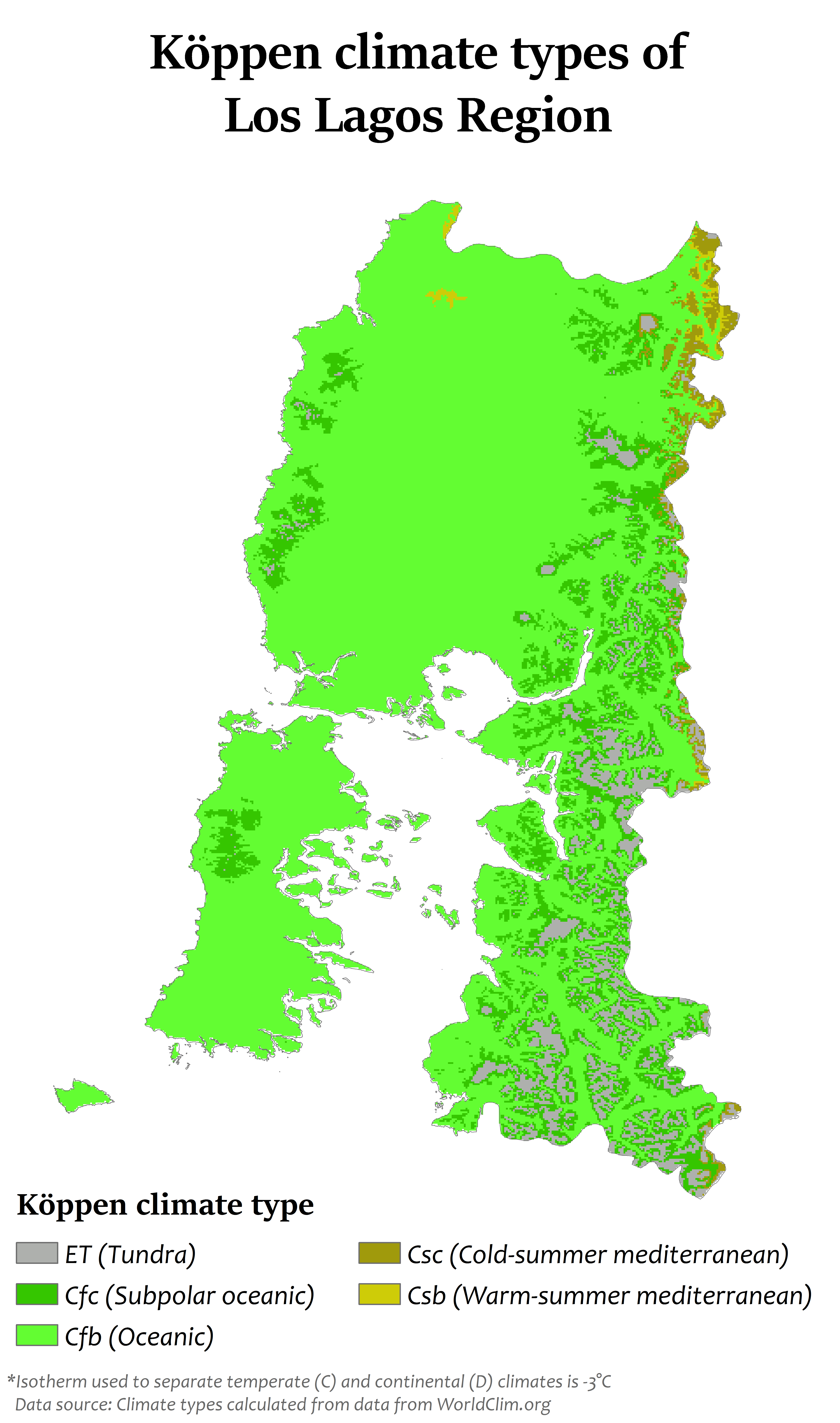
Các kiểu khí hậu Köppen trong vùng Los Lagos

Nhìn chung, khu vực này có thảm thực vật tự nhiên rừng mưa ôn đới Valdivia. Phần ven biển, ngoại trừ phía nam đảo Chiloé, có khí hậu ôn hòa với mưa mùa đông lạnh. Ở phía nam, khí hậu được đặc trưng bởi mưa liên tục và không có mùa khô.
Vùng Los Lagos có 7 vườn quốc gia là Alerce Andino, Chiloé, Corcovado, Hornopirén, Pumalín, Puyehue, Vicente Pérez Rosales; 2 vườn tư nhân là Tantauco  và Las Vertientes, 2 khu kỷ niệm tự nhiên là Islotes de Puñihuil và Lahuen Ñadi

## Kinh tế
Nền kinh tế của vùng Los Lagos bị chi phối bởi lĩnh vực dịch vụ nhưng dựa vào đánh bắt cá, nuôi cá hồi, lâm nghiệp và chăn nuôi gia súc. Du lịch đóng vai trò quan trọng về mặt kinh tế ở dãy Andes, nơi đó có các những dịch vụ phổ biến là khu nghỉ dưỡng trượt tuyết, suối nước nóng và câu cá giải trí. Vùng này là trung tâm nuôi trồng thủy sản ở Chile.
Sân bay El Tepual nằm cách vài km từ Puerto Montt, còn sân bay Cañal Bajo Carlos Hott Siebert cách vài km  về phía đông của Osorno. Cũng nằm ở phía đông của Osorno, đèo Cardenal Antonio Samoré là một đèo lớn qua dãy Andes sang Argentina qua tuyến đường 215.